# Jean-Marie Poppe
Pour les articles homonymes, voir Poppe.
Jean-Marie Poppe, né le 15 mars 1938 à Croix, est un coureur cycliste français, professionnel de 1962 à 1965.

## Biographie
Amateur, il termine deuxième au Tour de l'Eurométropole (Circuit Franco-Belge) en 1959 et 1961, premier à Watten en 1960, deuxième au Prix de la Libération d'Armentières (Nord-Pas-de-Calais) en 1961 et troisième à Jeumont en 1961 également
En 1965, il court pour l'Équipe cycliste Ford France.

## Palmarès
- 1959
  - Lille-Dunkerque
  - 2e du Circuit franco-belge
  - 3e du Grand Prix des Flandres françaises
- 1960
  - 2e du Grand Prix des Flandres françaises
- 1961
  - 2e du Circuit franco-belge
- 1962
  - 2e du Grand Prix des Flandres françaises
  - 3e de Paris-Troyes
  - 3e du Circuit de la Vallée de l'Aa
- 1963
  - 3e du Circuit de la Vallée de l'Aa
- 1964
  - 2e du Circuit du Port de Dunkerque[5]
  - 3e de Roubaix-Cassel-Roubaix[6]